# Marcelino Arnáiz Calvo
Marcelino Arnáiz Calvo (Villayerno Morquillas, província de Burgos, 1867 - El Escorial, 1930) fou un religiós i psicòleg espanyol, acadèmic de la Reial Acadèmia de Ciències Morals i Polítiques.
Fou ordenat sacerdot el 1891 al convent dels agustins de Valladolid. Va exercir com a professor al Col·legi d'Alfonso XII del Monestir de l'Escorial (1894-1903). El 1901 es va llicenciar en filosofia i lletres a la Universitat de Salamanca, i se'n va doctorar a la Universitat Central de Madrid en 1905 amb una tesi sobre psicologia. Després fou professor al Reial Col·legi d'Estudis Superiors de María Cristina, de l'Escorial, càrrec que va ocupar fins a la seva mort. També hi fou cap provincial de l'orde.
Juntament amb Juan Zaragüeta y Bengoechea fou un ferm defensor del moviment neoescolàstic, defensant la renovació de la filosofia tradicional cristiana comunicant-la amb la ciència i filosofia contemporànies. Va publicar nombrosos treballs sobre psicologia i va donar a conèixer a Espanya la tasca de l'Institut de Filosofia de la Universitat Catòlica de Lovaina. En 1922 fou escollit acadèmic de la Reial Acadèmia de Ciències Morals i Polítiques, ingressant amb el discurs El espíritu matemático de la filosofía moderna

## Obres
- Las Mefáforas en las ciencias del espíritu (1908)
- Diccionario manual de filosofía (1927) amb B. Alcalde